# Dinis da Luz
Dinis da Luz de Medeiros (São Pedro Nordestinho, ilha de São Miguel, 8 de setembro de 1915 — São Pedro Nordestinho, 20 de dezembro de 1988, mais conhecido por Dinis da Luz, foi um sacerdote católico, poeta e jornalista. Assinou alguns artigos usando o anagrama DAZUL.

## Biografia
Nasceu em São Pedro Nordestinho, concelho do Nordeste, onde conclui o ensino primário. Logo após a conclusão deste, partiu para Angra do Heroísmo, na ilha Terceira, onde frequentou o Seminário Episcopal daquela cidade. Concluído o curso, foi ordenado sacerdote em 1938 e colocado como prefeito num colégio de Ponta Delgada.
Ainda aluno do Seminário tinha iniciado a sua colaboração com A União, um jornal católico de Angra do Heroísmo, onde assinava usando o anagrama DAZUL. A capacidade de escrita evidenciada levou a que em 1940 fosse enviado para Lisboa com o objectivo de estagiar no jornal católico A Voz. O que deveria ter sido um período curto destinado a adquirir experiência, acabou por se transformar numa longa permanência, já que a convite do director de A Voz trabalhou como redactor daquele periódico de 1940 a 1970.
A fase inicial de permanência na redacção de A Voz coincidiu com a Segunda Guerra Mundial, tendo Dinis da Luz manifestado clara simpatia pela causa dos Aliados, o que lhe valeu a hostilidade dos germanófilos. Apesar de A Voz ser um dos periódicos mais conservadores, politicamente muito próximo dos meios mais reaccionários do salazarismo, ainda assim Dinis da Luz sempre manifestou o seu repúdio pelos totalitarismos. Em resultado, passou a ser seguido pelos informadores da polícia política do Estado Novo, situação que se manteve até sair de Lisboa.
A sua posição em favor dos Aliados levou a que, terminada a guerra, fosse condecorado com a Medalha da Liberdade pelo rei Jorge VI do Reino Unido e feito oficial da Ordem de Leopoldo II da Bélgica.
Questões de saúde e a transformação de A Voz num órgão oficial da União Nacional, com novo título, forçaram em 1970 o seu regresso à ilha de São Miguel, acabando por se fixar no seu Nordeste natal.
Apesar de distante de Lisboa, não deixou de colaborar em vários periódicos açorianos (A Ilha, A União, o Açoriano Oriental, o Diário dos Açores, o Correio dos Açores e A Crença, entre outros) e em alguns jornais de Lisboa (Diário de Lisboa, Sol, Novidades e ainda nas revistas Século Ilustrado, Lúmen e Acção).
Também colaborou com alguns periódicos católicos estrangeiros, tendo escrito crónicas sobre os Açores para o The Catholic Register (de Meliapor). Colaborou com o Diário de Notícias de New Bedford, participando numa campanha a favor dos emigrantes açorianos na Nova Inglaterra.
No campo literário escreveu poesia, contos e ensaios, inserindo-se no panorama literário do modernismo, com expressão formalmente clássica. O seu primeiro livro de poesia apresenta textos escritos entre os 13 e os 16 anos.
Foi membro do Instituto Cultural de Ponta Delgada. O seu nome consta da toponímia da vila do Nordeste. 

## Obras publicadas
Para além de uma vasta colaboração dispersa por vários periódicos, Dinis da Luz é autor das seguintes obras:
- (1939) Ponta da madrugada. Angra do Heroísmo, Tip. Andrade.
- (1944) Antes de vir a noite. Lisboa, Of. Artes Gráficas.
- (1945)  De Deus e do Homem (antologia de Blaise Pascal com tradução, prefácio e notas). Lisboa, Bertrand Editora.
- (1945) Grandeza e miséria. Lisboa, Pró Domo Ltd.
- (1951) Destinos no mar : contos e almas. Lisboa : Portugália Editora.
- (1958) Asas de Natal e mais sete poemas. Lisboa, Editora Império Limitada.
- (1979) A sereia canta nos portos. Angra do Heroísmo, Secretaria Regional de Educação e Cultura.
- (1979) Coisas da censura e um artigo para «inquietar» toda a gente. Angra do Heroísmo, União Gráfica Angrense.